# Dr. Luther
Len Olson (geboren am 30. Oktober 1968), besser bekannt unter den Ringnamen Dr. Luther oder einfach Luther, ist ein kanadischer Profi-Wrestler, der bei All Elite Wrestling (AEW) unter Vertrag steht, wo er sowohl als Wrestler als auch als Produzent arbeitet. Er ist auch bekannt für seine Auftritte in Japan bei Frontier Martial-Arts Wrestling, WAR und IWA Japan in den 1990er Jahren. Olson trat auch in zahlreichen Promotionen auf dem kanadischen Independent-Circuit in den 1990er und 2000er Jahren auf.

## Wrestling-Karriere

### Frühe Karriere (1988–1992)
Olson wurde in Calgary geboren und wuchs dort mit Stampede Wrestling auf. Er wurde von Keith Hart im Hart Dungeon trainiert. Am 12. April 1991 unterlag Olson Chris Jericho in der CNWA. Er setzte sein Wrestling in Calgary bis 1992 fort.

### Frontier Martial-Arts Wrestling (1992–1994)
Im Jahr 1992 wurde Olson zu einer Tour durch Japan mit der Frontier Martial-Arts Wrestling Promotion eingeladen. Man sagte ihm, er solle eine Figur für sich selbst entwickeln. Olson schlüpfte in eine Zwangsjacke, legte sich eine Gesichtsmaske an und übernahm den Ringnamen "Dr. Luther". Als Dr. Luther warf Olson Stühle und stürmte auf das Publikum zu, was ihn schnell zu einem beliebten und gefürchteten Wrestler machte.
Olson bildete ein Team mit Dr. Hannibal (Steve Gillespie). Er hatte Fehden mit vielen Japanern wie Tarzan Goto, Hayabusa, Mr. Gannosuke und Atsushi Onita. Er rivalisierte auch mit anderen Wrestlern wie Sabu, The Sheik und Mike Awesome, der als Gladiator bekannt war. Im Februar 1993 schlossen er und Dr. Hannibal sich dem ursprünglichen Team Canada an, das auch The Gladiator, Big Titan und Ricky Fuji umfasste.
Im Jahr 1992 hielt Olson den AWA World Light Heavyweight Championship.
Am 5. Mai 1993 verloren Dr. Luther und Hannibal Lector (Dr. Hannibal) gegen Sabu und Sabus Onkel, The Sheik. 1994 verließ Olson Japan und kämpfte in verschiedenen Promotionen. Im Jahr 2001 kehrte er zu FMW zurück und gewann dort die Tag Team-Titel mit Biomonster DNA.

### WAR und IWA Japan (1995–1997)
Im Juli 1995 trat Olson bei der japanischen Promotion WAR auf. Er kehrte im März 1996 zur Promotion zurück und bildete regelmäßig ein Team mit Big Titan.
Er kehrte 1996 nach Japan zurück und bildete bis 1997 ein Team mit Freddie Krueger.

### ECW und WCW (1998, 2000)
Im August 1998 trat Dr. Luther in zwei Matches für Extreme Championship Wrestling an, wobei er gegen Mike Awesome und Tommy Rogers verlor.
Am 26. August 2000 trat Olson in der World Championship Wrestling's WCW Worldwide auf, wo er als Mad Jack gegen Vampiro antrat und verlor.

### Independent Bereich (1997–2004, 2009–2020)
Im Jahr 1998 gab Dr. Luther sein Debüt bei Elite Canadian Championship Wrestling (ECCW) mit Sitz in British Columbia. Im April 2000 unterlag er Kurrgan. Am 23. November 2000 gewann Luther den ECCW Heavyweight-Titel, indem er The Juggernaut besiegte. Er hielt den Titel für 373 Tage, bis er ihn am 1. Dezember 2001 an Chance Beckett verlor. Während seiner Titelregentschaft verteidigte Luther seine Titel gegen Sabu, Tommy Dreamer und Christopher Daniels. Er verließ die Liga im Jahr 2002.
Nach ECCW verließ Luther die Firma im Jahr 2002 und ging zu anderen unabhängigen Ligen. Er hielt in Portland, Oregon an und kämpfte für Portland Wrestling. Am 3. September 2004 verlor er gegen Raven. Seine letzte Fehde war mit Skag Rollins. Er trat im Jahr 2004 in den Ruhestand.
Im Jahr 2009 kehrte er zurück und kämpfte in Marysville, Washington. Im Jahr 2011 trat er in Hollywood als Father Dante auf. 2016 kehrte Dr. Luther zum Wrestling bei ECCW zurück.

### All Elite Wrestling (seit 2020)
Dr. Luther begann Ende 2019 mit All Elite Wrestling zu arbeiten. In der Dynamite-Ausgabe am 8. Januar 2020 gab Luther sein erstes Fernseh-Debüt während eines Matches um die AEW Women's World Championship zwischen Riho und Kris Statlander als das vierte Mitglied der Heel-Gruppierung Nightmare Collective (bestehend aus Awesome Kong, Brandi Rhodes und Mel). Allerdings wurde der Handlungsstrang von den Fans schlecht aufgenommen und wurde im Februar fallen gelassen, nachdem Kong die Promotion verlassen hatte, um die letzte Staffel von GLOW zu drehen. Luther gab sein Ring-Debüt für die Promotion in der Ausgabe von AEW Dark am 28. Februar, wo er in einem siegreichen Kampf gegen Sonny Kiss antrat. Am 11. März wurde Olson offiziell bei AEW unter Vertrag genommen, sowohl als Wrestler als auch in einer unbestimmten Funktion im Büro von AEW tätig. Luther bildete dann das Tag-Team Chaos Project mit Serpentico bei AEW Dark, wo sie eine Siegesserie aufbauten. In der Folge vom 30. September von Dynamite griffen Luther und Serpentico Chris Jericho und Jake Hager an, nachdem Jericho Luther provoziert hatte, was ein Match für die folgende Woche vorbereitete. In der darauffolgenden Woche, während Jerichos 30-jährigem Jubiläumsshow, wurden Luther und Serpentico in ihrem Debütmatch bei Dynamite von Jericho und Hager besiegt.
In der Ausgabe von Dynamite vom 25. Oktober 2023 wurde Luther zum Butler-Charakter von "Timeless" Toni Storm, der sie als Valet diente und zu ihrer Goldenen Ära der Hollywood-Diva-Persönlichkeit passte.

## Titel und Erfolge
- Canadian Rocky Mountain Wrestling (CRMW): - CRMW Mid-Heavyweight Championship (2 Mal)
- DOA Pro Wrestling:  - DOA Heavyweight Championship (1 Mal)
- Elite Canadian Championship Wrestling (ECCW):  - ECCW Championship (1 Mal)  - ECCW Tag Team Championship (4 Mal) – mit Incubus (2) und Juggernaut (1) und Randy Myers (1)
- Frontier Martial-Arts Wrestling:  - AWA World Light Heavyweight Championship (1 Mal)
- Indigenous Wrestling Alliance:  - IWA Heavyweight Championship (1 Mal)
- North American Wrestling (NAW):  - NAW Heavyweight Championship (2 Mal)
- West Coast Championship Wrestling (WCCW):  - WCCW Heavyweight Championship (1 Mal)
- Western Canada Extreme Wrestling (WCEW):  - WCEW Tag Team Championship (1 Mal) – mit Juggernaut

## Privates
Im April 2022 verkündete Luther auf Twitter, dass er geheiratet hat.